# 近道したい
「近道したい」（ちかみちしたい）とは1995年6月7日に発売された須賀響子の4作目のシングルである。テレビアニメ『ぼのぼの』のエンディングテーマに採用された。2010年代の『ぼのぼの』ブームで名曲として注目を浴びたが、再発売の予定がなく、CDは既に入手困難となっている。しかし、2020年代に入ってから須賀響子が発表した各楽曲の配信が開始された事によりこの楽曲の入手も非常に容易なものとなった。

## 概要
本シングルには、2ndアルバムである『新しいような古いような』のアルバムに収録された曲の一部が収録されている。何れの曲も、須賀が母に聴かされてきた1970年代のポップソングを参考にして作られた。特にカーペンターズなどに影響を受けた作風となっている。1990年代の手法を用いて1970年代の作風に近づけたため、新しいが古くもある作風となった。楽器構成は軽快なアコースティック・ギターの演奏を中心に据えている。
「近道したい」という楽曲は1995年4月から1996年3月まで放映された『ぼのぼの』のTVアニメのエンディングテーマに採用された。後の『ぼのぼの』ブームによりアニメファンの間では「近道したい」の知名度は高いが、収録されたCDは1995年の発売以来、一切再発売は行われておらず、中古市場でも稀にしか流通しなくなったため入手困難である。
2021年10月より各音楽配信サイトより当楽曲の配信が開始され、音質が多少劣化した圧縮音源ではあるが入手は非常に容易となった。

## 収録曲
| #  | タイトル                                 | 作詞     | 作曲       |
| -- | ---------------------------------------- | -------- | ---------- |
| 1. | 「近道したい」                           | 須賀響子 | 山川恵津子 |
| 2. | 「黄色いハンカチ」                       | 須賀響子 | 遠藤京子   |
| 3. | 「近道したい」(オリジナル・カラオケ)     | 須賀響子 | 山川恵津子 |
| 4. | 「黄色いハンカチ」(オリジナル・カラオケ) | 須賀響子 | 遠藤京子   |

## カバー
- 2009年 - THE IDOLM@STERの登場人物である三浦あずさ（声:たかはし智秋）により「近道したい」がカバーされた。このカバー版でも原曲に忠実なアレンジとなっている。
- 2012年 - TAKA-BeeのAAAAgainのアルバムに「近道したい」が収録された。